# Louis Marré
Louis Marré est un homme politique français né le 6 novembre 1909 à Châtenois-les-Forges (territoire de Belfort) et mort le 12 décembre 1992 à Chambéry. Il est notamment Sénateur de la Savoie.

## Biographie
Originaire du Territoire de Belfort, il arrive en Savoie lorsque sa famille reprend un hôtel à Saint-Franc. Il adhère au parti des Républicains Indépendants, qui fusionnera ensuite avec l’UDF pour en devenir l’une des composantes. Louis Marré est élu maire de Saint-Franc en 1959. 

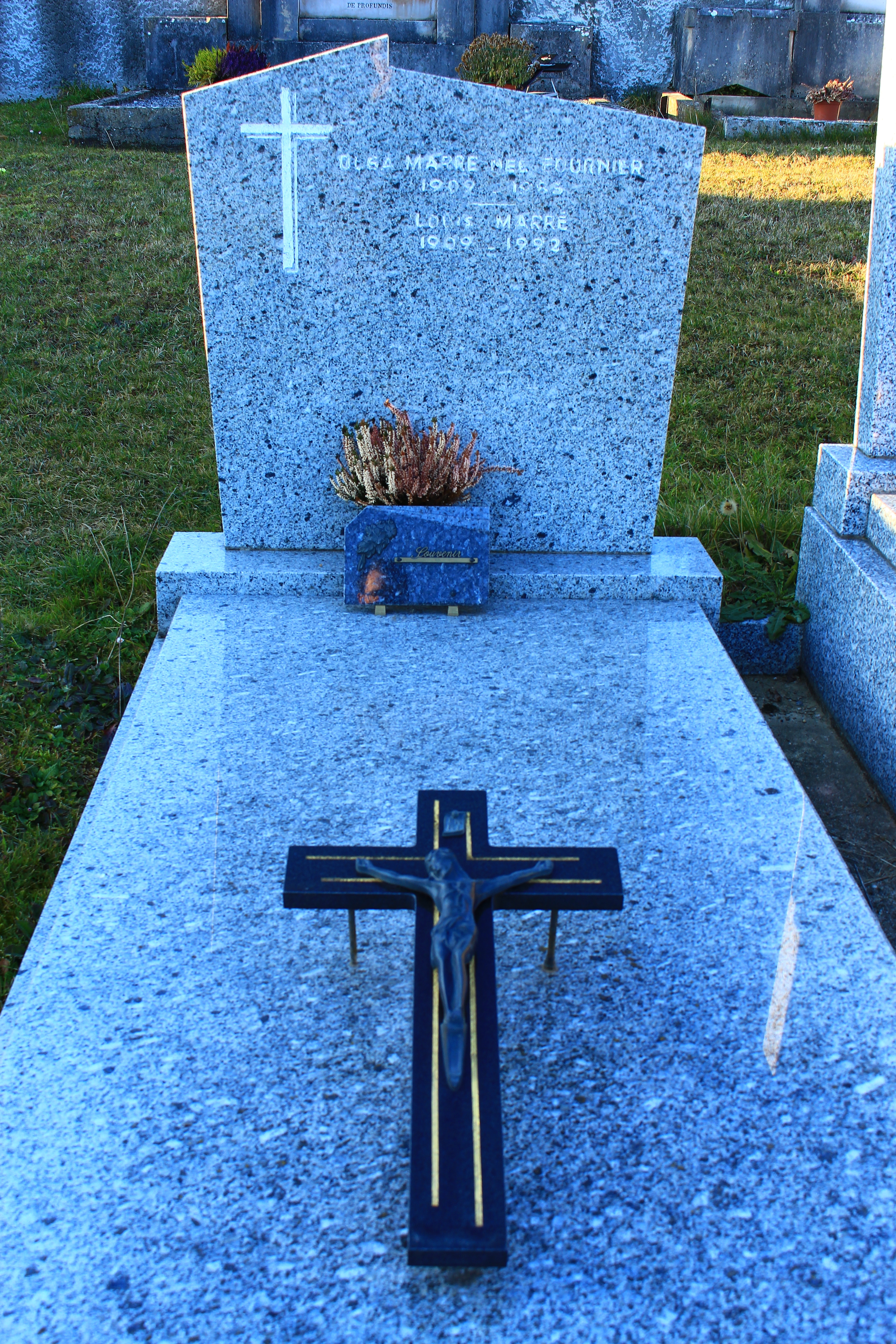
La tombe de Louis Marré, au cimetière de Saint-Franc

Lors des élections sénatoriales de 1968, Louis Marré est le suppléant de Jean-Baptiste Mathias, maire d’Albertville, candidat divers droite. Alors qu’il ne détient pas d’autres mandats que celui de maire d’une petite commune rurale, la raison de sa candidature semble être l'équilibre géographique à trouver au sein du ticket, l'Avant Pays Savoyard et les Vallées.
Or Jean-Baptiste Mathias meurt le 22 mai 1974 : le lendemain Louis Marré devient sénateur. Très distingué mais effacé, maire d'une des plus petites communes de la Savoie, Louis Marré n'est pas préparé à ce mandat. Trois ans plus tard, en 1977, il ne se représente pas.
En 1970 puis en 1976, il est par deux fois battu aux élections cantonales. 
Âgé de 83 ans, il décède le 12 décembre 1992 à Saint-Franc, où il est inhumé.

## Mandats
- Maire de Saint-Franc de 1959 à 1983
- Sénateur de la Savoie de 1974 à 1977